# 올림픽 네덜란드 선수단
올림픽 네덜란드 선수단은 네덜란드를 대표하여 올림픽에 참가하는 선수단이다. 네덜란드는 1900년 파리 올림픽부터 참가하였으며 1904년 세인트루이스 올림픽을 제외한 모든 대회에 참가하였다. 1956년 멜버른 올림픽에는 소련의 헝가리 침공에 대한 항의 차원에서 대회 개막 몇 주전에 불참을 선언하였으나, 그로부터 몇 달 전에 스웨덴 스톡홀름에서 분산개최된 승마 경기에 네덜란드 선수 한 명이 참가하였기에 완전히 불참한 것은 아니다.
네덜란드는 1920년 하계 올림픽 사이클 남자 1000m 스프린트 종목에 출전한 마우리서 페이터르스가 개인종목 첫 금메달을 획득하였다. 동계올림픽에서의 첫 금메달은 1964년 동계 올림픽 여자 피겨스케이팅에 출전한 샤우크여 데이크스트라 선수가 획득하였다.
현재까지 네덜란드 선수단은 하계 올림픽에서 총 322개 메달을 획득하였으며 수영과 사이클 종목에서 강세를 보이고 있다. 동계 올림픽에서는 총 130개 메달을 획득하였으며 그 가운데 121개 메달은 스피드스케이팅에서 획득할 정도로 초강세를 보이고 있다.
네덜란드는 1928년 하계 올림픽을 암스테르담에서 개최하였으며 현재까지 유일한 유치 대회로 남아 있다. 2028년 하계 올림픽 유치전 당시 대회 개최 100주년을 기념하여 암스테르담이나 로테르담에 개최하는 방안을 검토하기도 하였으나 실제 후보로 나서지는 않았으며 결국 해당 대회는 미국 로스앤젤레스가 유치하게 되었다.
1988년 서울 올림픽까지 대회 출전시의 국명은 '홀란트' (Holland)였으며 IOC 코드 역시 'HOL'을 사용하였다. 그러나 1992년 바르셀로나 올림픽부터 '네덜란드' (Netherlands)로 출전 국명을 변경함과 동시에 코드 역시 'NED'로 바꾸었다.
과거 네덜란드 왕국의 속령이었던 네덜란드령 안틸레스는 별개의 선수단으로 올림픽에 출전하였으나 2010년 네덜란드령 안틸레스가 해체되고 여러 개의 자치령으로 승격됨에 따라 국가 올림픽 위원회였던 네덜란드령 안틸레스 올림픽 위원회 (NAOC)도 2011년 7월 NOC 자격을 상실하였다. 2012년부터 네덜란드령 안틸레스 출신 선수들은 네덜란드와 아루바 (네덜란드 자치령) 중 한 곳을 택해 출전할 수 있게 되었다. 다만 첫 대회인 2012년 런던 올림픽에서 네덜란드령 안틸레스 선수들은 오륜기를 내걸고 독립 선수단으로 출전하였다. 네덜란드나 아루바 선수로 출전하고 싶다는 선수들의 의향도 함께 반영되었다.

## 유치 대회
다음은 네덜란드가 유치한 올림픽 대회이다.
| 대회               | 유치도시   | 날짜              | 참가국 | 참가선수 | 종목수  |
| ------------------ | ---------- | ----------------- | ------ | -------- | ------- |
| 1928년 하계 올림픽 | 암스테르담 | 7월 28일~8월 12일 | 46개국 | 2,883명  | 109종목 |

## 역대 올림픽 참가 현황

### 참가 역사
| 연도      | 선수단         | 선수단                                      | 선수단                    |
| --------- | -------------- | ------------------------------------------- | ------------------------- |
| 1900–1948 | 네덜란드 (NED) |                                             |                           |
| 1952–1984 | 네덜란드 (NED) | 네덜란드령 안틸레스 (AHO)                   | 네덜란드령 안틸레스 (AHO) |
| 1988–2008 | 네덜란드 (NED) | 네덜란드령 안틸레스 (AHO)                   | 아루바 (ARU)              |
| 2012      | 네덜란드 (NED) | ( 네덜란드로 일부 출전) 독립 (IOA) (2012년) | 아루바 (ARU)              |
| 2014–     | 네덜란드 (NED) | 네덜란드 (NED)                              | 아루바 (ARU)              |

네덜란드령 안틸레스는 1952년부터 2008년까지 네덜란드 왕국의 구성국으로서 올림픽 대회에 참가하였다. 네덜란드령 안틸레스 올림픽 위원회는 1931년 출범하였으며 1950년에 첫 승인을 받고 수십년간 활동해 왔으나 2011년 네덜란드령 안틸레스의 해체로 미승인 처리되었다.
아루바는 1986년 네덜란드령 안틸레스에서 탈퇴하여 별개의 구성국이 되었다. 1952년~1984년 대회에서 아루바 선수들은 네덜란드령 안틸레스 선수단에 합류하여 출전하였으나, 1988년 서울 올림픽부터는 아루바 선수단이라는 독자 선수단을 구성하여 아루바의 기를 들고 개막식에 입장하였으며 그때부터 지금까지 매 대회에 개별 참가하고 있다.
2010년 네덜란드령 안틸레스의 해체로 보네르섬, 신트외스타티위스섬, 사바섬은 아예 네덜란드의 일부이자 특별자치단체로 편입되었으며, 퀴라소와 신트마르턴은 네덜란드 왕국의 별개 구성국으로 승격되었다. 2012년 런던 올림픽에서 이들 다섯 섬에서 온 선수들은 오륜기를 든 독립 선수단으로 참가하였다. 그러나 당시 대회 출전 자격을 얻은 구 네덜란드령 안틸레스 선수 가운데 네덜란드나 아루바 중 하나를 선택해 그 선수단에 합류하여 출전할 기회도 함께 주어졌다. 결과적으로 독립 선수단으로 출전한 네덜란드령 안틸레스 선수는 총 3명에 달했다.
| 대회                  | 선수      | 금메달 | 은메달 | 동메달 | 총합 | 순위 |
| --------------------- | --------- | ------ | ------ | ------ | ---- | ---- |
| 1900년 파리[2]        | 29        | 0      | 2      | 3      | 5    | 18   |
| 1904년 세인트루이스   | 불참      | 불참   | 불참   | 불참   | 불참 | 불참 |
| 1908년 런던           | 113       | 0      | 0      | 2      | 2    | 17   |
| 1912년 스톡홀름       | 33        | 0      | 0      | 3      | 3    | 18   |
| 1920년 안트베르펜     | 113       | 4      | 2      | 5      | 11   | 9    |
| 1924년 파리           | 177       | 4      | 1      | 5      | 10   | 9    |
| 1928년 암스테르담     | 264       | 6      | 9      | 4      | 19   | 8    |
| 1932년 로스앤젤레스   | 45        | 2      | 5      | 0      | 7    | 13   |
| 1936년 베를린         | 165       | 6      | 4      | 7      | 17   | 9    |
| 1948년 런던           | 149       | 5      | 2      | 9      | 16   | 11   |
| 1952년 헬싱키         | 104       | 0      | 5      | 0      | 5    | 29   |
| 1956년 멜버른         | 1         | 0      | 0      | 0      | 0    | –    |
| 1960년 로마           | 110       | 0      | 1      | 2      | 3    | 28   |
| 1964년 도쿄           | 125       | 2      | 4      | 4      | 10   | 15   |
| 1968년 멕시코시티     | 107       | 3      | 3      | 1      | 7    | 17   |
| 1972년 뮌헨           | 119       | 3      | 1      | 1      | 5    | 16   |
| 1976년 몬트리올       | 109       | 0      | 2      | 3      | 5    | 29   |
| 1980년 모스크바       | 90        | 0      | 1      | 2      | 3    | 30   |
| 1984년 로스앤젤레스   | 136       | 5      | 2      | 6      | 13   | 13   |
| 1988년 서울           | 147       | 2      | 2      | 5      | 9    | 22   |
| 1992년 바르셀로나     | 220       | 2      | 6      | 7      | 15   | 20   |
| 1996년 애틀랜타       | 235       | 4      | 5      | 10     | 19   | 15   |
| 2000년 시드니         | 243       | 12     | 9      | 4      | 25   | 8    |
| 2004년 아테네         | 210       | 4      | 9      | 9      | 22   | 18   |
| 2008년 베이징         | 243       | 7      | 5      | 4      | 16   | 11   |
| 2012년 런던           | 188       | 6      | 6      | 8      | 20   | 12   |
| 2016년 리우데자네이루 | 241       | 8      | 7      | 4      | 19   | 11   |
| 2020년 도쿄           | 278       | 10     | 12     | 14     | 36   | 7    |
| 2024년 파리           | 개최 예정 |        |        |        |      |      |
| 2028년 로스앤젤레스   | 개최 예정 |        |        |        |      |      |
| 2032년 브리즈번       | 개최 예정 |        |        |        |      |      |
| 총합                  | 총합      | 95     | 105    | 122    | 322  | 16   |

| 대회                         | 선수      | 금메달    | 은메달    | 동메달    | 총합      | 순위      |
| ---------------------------- | --------- | --------- | --------- | --------- | --------- | --------- |
| 1928년 장크트모리츠          | 7         | 0         | 0         | 0         | 0         | –         |
| 1932년 레이크플래시드        | 불참      | 불참      | 불참      | 불참      | 불참      | 불참      |
| 1936년 가르미슈파르텐키르헨  | 8         | 0         | 0         | 0         | 0         | –         |
| 1948년 장크트모리츠          | 4         | 0         | 0         | 0         | 0         | –         |
| 1952년 오슬로                | 11        | 0         | 3         | 0         | 3         | 9         |
| 1956년 코르티나담페초        | 8         | 0         | 0         | 0         | 0         | –         |
| 1960년 스쿼밸리              | 7         | 0         | 1         | 1         | 2         | 11        |
| 1964년 인스부르크            | 6         | 1         | 1         | 0         | 2         | 9         |
| 1968년 그르노블              | 9         | 3         | 3         | 3         | 9         | 6         |
| 1972년 삿포로                | 11        | 4         | 3         | 2         | 9         | 4         |
| 1976년 인스부르크            | 7         | 1         | 2         | 3         | 6         | 9         |
| 1980년 레이크플래시드        | 29        | 1         | 2         | 1         | 4         | 9         |
| 1984년 사라예보              | 13        | 0         | 0         | 0         | 0         | –         |
| 1988년 캘거리                | 11        | 3         | 2         | 2         | 7         | 7         |
| 1992년 알베르빌              | 19        | 1         | 1         | 2         | 4         | 12        |
| 1994년 릴레함메르            | 21        | 0         | 1         | 3         | 4         | 18        |
| 1998년 나가노                | 22        | 5         | 4         | 2         | 11        | 6         |
| 2002년 솔트레이크시티        | 27        | 3         | 5         | 0         | 8         | 9         |
| 2006년 토리노                | 33        | 3         | 2         | 4         | 9         | 10        |
| 2010년 밴쿠버                | 34        | 4         | 1         | 3         | 8         | 10        |
| 2014년 소치                  | 41        | 8         | 7         | 9         | 24        | 5         |
| 2018년 평창                  | 33        | 8         | 6         | 6         | 20        | 5         |
| 2022년 베이징                | 41        | 8         | 5         | 4         | 17        | 6         |
| 2026년 밀라노-코르티나담페초 | 개최 예정 | 개최 예정 | 개최 예정 | 개최 예정 | 개최 예정 | 개최 예정 |
| 총합                         | 총합      | 53        | 49        | 45        | 147       | 9         |

| 종목        | 금 | 은  | 동  | 합계 |
| ----------- | -- | --- | --- | ---- |
| 사이클      | 23 | 22  | 16  | 61   |
| 수영        | 22 | 21  | 19  | 62   |
| 승마        | 10 | 13  | 4   | 27   |
| 요트        | 8  | 9   | 9   | 26   |
| 육상        | 8  | 7   | 9   | 24   |
| 조정[2]     | 7  | 14  | 14  | 35   |
| 하키        | 6  | 6   | 6   | 18   |
| 유도        | 4  | 2   | 18  | 24   |
| 체조        | 3  | 0   | 0   | 3    |
| 복싱        | 1  | 2   | 5   | 8    |
| 양궁        | 1  | 1   | 1   | 3    |
| 배구        | 1  | 1   | 0   | 2    |
| 수구        | 1  | 0   | 2   | 3    |
| 카누        | 0  | 3   | 5   | 8    |
| 사격        | 0  | 1   | 1   | 2    |
| 테니스      | 0  | 1   | 1   | 2    |
| 줄다리기    | 0  | 1   | 0   | 1    |
| 배드민턴    | 0  | 1   | 0   | 1    |
| 펜싱        | 0  | 0   | 5   | 5    |
| 축구        | 0  | 0   | 3   | 3    |
| 역도        | 0  | 0   | 3   | 3    |
| 비치발리볼  | 0  | 0   | 1   | 1    |
| 합계 (22개) | 95 | 105 | 122 | 322  |

| 종목           | 금 | 은 | 동 | 합계 |
| -------------- | -- | -- | -- | ---- |
| 스피드스케이팅 | 48 | 44 | 41 | 133  |
| 쇼트트랙       | 3  | 3  | 3  | 9    |
| 피겨스케이팅   | 1  | 2  | 0  | 3    |
| 스노보드       | 1  | 0  | 0  | 1    |
| 스켈레톤       | 0  | 0  | 1  | 1    |
| 합계 (5개)     | 53 | 49 | 45 | 147  |